# Strëam
Pour les articles homonymes, voir Stream.
Strëam est un groupe de rock portugais, originaire d'Angra do Heroísmo, Terceira, Açores.

## Biographie
Tout commence en 2002, lorsque le groupe, inconnu jusque là, participe au festival Angra Rock de cette année-là, un festival qui a pour but de faire connaître de nouvelles valeurs musicales à la population de cette région, et finit par gagner. Par la suite, ils entament une tournée dans les autres îles de l'archipel des Açores avec plusieurs spectacles prévus, suivis d'une représentation à la Fnac dans la ville de Porto. Au début de 2006, le groupe se rend à nouveau dans la ville de Porto pour commencer à enregistrer quelques chansons aux studios IM avec le producteur Ivo Magalhães. C'est là que sort le premier single Another Story, qui permet au groupe de se faire connaître à la fois dans sa ville natale et au niveau national. Ce single connait un grand succès, passant sur les radios portugaises, notamment Antena 3 et Best Rock FM. Au niveau international, c'est un énorme succès en Australie où il grimpe chaque semaine dans le Top 40 du World Indie Countdown, où il atteint de manière inattendue la 16e place.
En 2007, le groupe signe un contrat avec le label new-yorkais Cutie Pop Records qui sortira et promouvra le single dans le pays où il sera bien accueilli. Toujours aux États-Unis, Another Story est l'une des chansons choisies par Hot Sauce Records pour éditer une compilation qui rassemble plusieurs artistes des quatre coins du monde, sous le nom de Groovetonics Vol. 1. Déjà en 2008, ce même single fera partie de la bande originale du film joué par Tom Green, intitulé Shred,,.
En janvier 2010, le groupe sort son premier album studio, Follow the Stream, et entame une tournée nationale pour le promouvoir. L'album est masterisé par Pete Doell des Universal Music Studios à Hollywood, qui a travaillé avec R.E.M., Céline Dion et Marilyn Manson. Le retour aux Açores se fait lors d'un concert dans la ville de Ponta Delgada, à Portas do Mar, le 29 mai, à la clôture des Jeux des îles pour des milliers de jeunes venus de toute l'Europe. Ce spectacle suit d'un autre sur la scène principale des Festas da Praia 2010, en première partie du groupe portugais Klepht. Le 1er janvier 2011, RTP Açores diffuse un programme consacré à la tournée Strëam de 2010, toujours en 2011, la chanson Another Story est choisie pour la publicité pour les mégastores Manor en Suisse,.

## Membres
- Toni - chant, guitare électrique
- John - guitare électrique, chant secondaire
- Eddie - basse, chant secondaire
- Nuno - batterie

## Discographie

### Albums studio
- 2010 : Follow the Strëam

### Démos
- 2002 : Strëam

### EP
- 2007 : Another Story EP

### Participations
- 2007 : Groovetonics, Vol. 1[9]

### Bandes son
- 2008 : Shred